# فیجی در المپیک
فیجی نخستین بار، در بازی‌های تابستانی ۱۹۵۶ بود که مجال حضور در بازی‌های المپیک را یافت. این کشور در چهارده بازی تابستانی و سه بازی زمستانی شرکت کرده است. ورزشکاران اهل فیجی در تیراندازی با کمان، دو و میدانی، بوکس، فوتبال، جودو، قایقرانی، تیراندازی، شنا، وزنه‌برداری و راگبی هفت نفره شرکت کرده‌اند.
فیجی چهار مدال المپیک، شامل سه مدال در راگبی هفت نفرهٔ مردان و یک مدال در راگبی هفت نفرهٔ زنان کسب کرده است. راگبی المپیک از سال ۲۰۱۶ به ورزش‌ها افزوده شد و تیم مردان فیجی در این رشته موفق‌ترین تیم همه ادوار بوده است و در سال‌های ۲۰۱۶ و ۲۰۲۰ طلا و در سال ۲۰۲۴ مدال نقره این رشته را کسب کرد. تیم زنان فیجی هم در سال ۲۰۲۰ برنز راگبی هفت نفره را گرفت.
راگبی ورزش ملی فیجی است و این کشور در هیچ ورزش دیگری به جز راگبی، تاکنون (پایان المپیک تابستانی ۲۰۲۴) موفق به کسب مدال نشده است. همچنین فیجی تاکنون موفق به کسب هیچ گونه مدالی در بازی‌های المپیک زمستانی نشده است.

## تاریخچه

### انتخابی‌ها
قبل از معرفی راگبی هفت نفره (ورزش ملی فیجی) در بازی‌های المپیک تابستانی ۲۰۱۶، تنها دو ورزشکار از طریق رسیدن به استانداردهای لازم برای واجد شرایط شدن، به جای دریافت دعوت‌نامه وایلد کارت در بازی‌های المپیک شرکت کرده بودند. این دو نفر ماکلسی بولیکیوبو-باتیمالا در رشتهٔ دوی ۴۰۰ متر زنان در بازی‌های المپیک ۲۰۰۸ در پکن و لزلی کوپلند در رشتهٔ پرتاب نیزه با رکورد شخصی ۸۰٫۴۵ متر در مسابقات پرتاب نیزۀ مردان در بازی‌های المپیک ۲۰۱۲ در لندن بودند.

### دعوت‌ها
برای حضور در المپیک زمستانی، از فیجی دو تن راهی مسابقات شدند که روسیتا روگویاوا در رشتهٔ اسکی صحرانوردی (۱۹۸۸، ۱۹۹۴) و لارنس تامز در اسکی آلپاین (۲۰۰۲) بودند که هر دوی ایشان با دعوت‌نامه (و نه پیروزی در رقابت انتخابی) شرکت یافتند.

### شرکت کنندگان قابل توجه
فیجی دو ورزشکار را در پنج دوره جداگانه از مسابقات المپیک تابستانی داشته است. تونی فیلپ که در ورزش موج سواری پنج دورهٔ متوالی، از سال ۱۹۸۴ در لس آنجلس (زمانی که فقط ۱۵ سال داشت) تا ۲۰۰۰ در سیدنی، شرکت کرد و در دو دوره به مقام دهم دست یافت. کارل پروبرت شناگر فیجیایی هم در سال ۲۰۰۸ در پکن رکورد مشابهی ثبت کرد؛ او نخستین بار در المپیک تابستانی ۱۹۹۲ در بارسلون حاضر شده بود.

### مدال‌آوران
فیجی برای اولین بار زمانی مدال المپیک خود را کسب کرد که در بازی‌های المپیک تابستانی ۲۰۱۶ در ریودوژانیرو، بازی‌های راگبی هفت نفره به بازی‌ها افزوده شده بود و تیم فیجی در بخش مردان توانست مدال طلای نخست خود را بدست آورد. این پیروزی برای مردم فیجی بسیار ارزشمند بود و واکنش‌های آنان در شبکه‌های اجتماعی بازتاب یافت و فیجی برای این پیروزی تعطیلات ملی اعلام کرد.
در راگبی ۷ نفره در بازی‌های المپیک تابستانی ۲۰۲۰ هم مجدداً این تیم با موفقیت از عنوان قهرمانی خود دفاع کرد و تیم زنان فیجی هم به مدال برنز دست یافتند. در راگبی ۷ نفره در بازی‌های المپیک تابستانی ۲۰۲۴ تیم مردان موفق به کسب مدال نقره شد و در فینال از فرانسه میزبان شکست خورد.

## جدول مدال
| بازی | ورزشکار       | طلا        | نقره       | برنز       | جمع        | رتبه       |
| ---- | ------------- | ---------- | ---------- | ---------- | ---------- | ---------- |
| ۱۸۹۶ | شرکت نیافت    | شرکت نیافت | شرکت نیافت | شرکت نیافت | شرکت نیافت | شرکت نیافت |
| ۱۹۰۰ | شرکت نیافت    | شرکت نیافت | شرکت نیافت | شرکت نیافت | شرکت نیافت | شرکت نیافت |
| ۱۹۰۴ | شرکت نیافت    | شرکت نیافت | شرکت نیافت | شرکت نیافت | شرکت نیافت | شرکت نیافت |
| ۱۹۰۸ | شرکت نیافت    | شرکت نیافت | شرکت نیافت | شرکت نیافت | شرکت نیافت | شرکت نیافت |
| ۱۹۱۲ | شرکت نیافت    | شرکت نیافت | شرکت نیافت | شرکت نیافت | شرکت نیافت | شرکت نیافت |
| ۱۹۲۰ | شرکت نیافت    | شرکت نیافت | شرکت نیافت | شرکت نیافت | شرکت نیافت | شرکت نیافت |
| ۱۹۲۴ | شرکت نیافت    | شرکت نیافت | شرکت نیافت | شرکت نیافت | شرکت نیافت | شرکت نیافت |
| ۱۹۲۸ | شرکت نیافت    | شرکت نیافت | شرکت نیافت | شرکت نیافت | شرکت نیافت | شرکت نیافت |
| ۱۹۳۲ | شرکت نیافت    | شرکت نیافت | شرکت نیافت | شرکت نیافت | شرکت نیافت | شرکت نیافت |
| ۱۹۳۶ | شرکت نیافت    | شرکت نیافت | شرکت نیافت | شرکت نیافت | شرکت نیافت | شرکت نیافت |
| ۱۹۴۸ | شرکت نیافت    | شرکت نیافت | شرکت نیافت | شرکت نیافت | شرکت نیافت | شرکت نیافت |
| ۱۹۵۲ | شرکت نیافت    | شرکت نیافت | شرکت نیافت | شرکت نیافت | شرکت نیافت | شرکت نیافت |
| ۱۹۵۶ | 5             | ۰          | ۰          | ۰          | ۰          | –          |
| ۱۹۶۰ | 2             | ۰          | ۰          | ۰          | ۰          | –          |
| ۱۹۶۴ | شرکت نیافت    | شرکت نیافت | شرکت نیافت | شرکت نیافت | شرکت نیافت | شرکت نیافت |
| ۱۹۶۸ | 1             | ۰          | ۰          | ۰          | ۰          | –          |
| ۱۹۷۲ | 2             | ۰          | ۰          | ۰          | ۰          | –          |
| ۱۹۷۶ | 2             | ۰          | ۰          | ۰          | ۰          | –          |
| ۱۹۸۰ | شرکت نیافت    | شرکت نیافت | شرکت نیافت | شرکت نیافت | شرکت نیافت | شرکت نیافت |
| ۱۹۸۴ | 15            | ۰          | ۰          | ۰          | ۰          | –          |
| ۱۹۸۸ | 24            | ۰          | ۰          | ۰          | ۰          | –          |
| ۱۹۹۲ | 19            | ۰          | ۰          | ۰          | ۰          | –          |
| ۱۹۹۶ | 17            | ۰          | ۰          | ۰          | ۰          | –          |
| ۲۰۰۰ | 7             | ۰          | ۰          | ۰          | ۰          | –          |
| ۲۰۰۴ | 10            | ۰          | ۰          | ۰          | ۰          | –          |
| ۲۰۰۸ | 6             | ۰          | ۰          | ۰          | ۰          | –          |
| ۲۰۱۲ | 9             | ۰          | ۰          | ۰          | ۰          | –          |
| ۲۰۱۶ | ۵۲            | ۱          | ۰          | ۰          | ۱          | ۵۴         |
| ۲۰۲۰ | 30            | ۱          | ۰          | ۱          | ۲          | ۵۹         |
| ۲۰۲۴ | 30            | ۰          | ۱          | ۰          | ۱          | ۷۴         |
| ۲۰۲۸ | رویدادهای آتی |            |            |            |            |            |
| ۲۰۳۲ | رویدادهای آتی |            |            |            |            |            |
| جمع  | جمع           | ۲          | ۱          | ۱          | ۴          | ۹۵         |

| بازی                | ورزشکار      | طلا          | نقره         | برنز         | جمع          | رتبه         |
| ------------------- | ------------ | ------------ | ------------ | ------------ | ------------ | ------------ |
| ۱۹۲۴                | شرکت نیافت   | شرکت نیافت   | شرکت نیافت   | شرکت نیافت   | شرکت نیافت   | شرکت نیافت   |
| ۱۹۲۸                | شرکت نیافت   | شرکت نیافت   | شرکت نیافت   | شرکت نیافت   | شرکت نیافت   | شرکت نیافت   |
| ۱۹۳۲                | شرکت نیافت   | شرکت نیافت   | شرکت نیافت   | شرکت نیافت   | شرکت نیافت   | شرکت نیافت   |
| ۱۹۳۶                | شرکت نیافت   | شرکت نیافت   | شرکت نیافت   | شرکت نیافت   | شرکت نیافت   | شرکت نیافت   |
| ۱۹۴۸                | شرکت نیافت   | شرکت نیافت   | شرکت نیافت   | شرکت نیافت   | شرکت نیافت   | شرکت نیافت   |
| ۱۹۵۲                | شرکت نیافت   | شرکت نیافت   | شرکت نیافت   | شرکت نیافت   | شرکت نیافت   | شرکت نیافت   |
| ۱۹۵۶                | شرکت نیافت   | شرکت نیافت   | شرکت نیافت   | شرکت نیافت   | شرکت نیافت   | شرکت نیافت   |
| ۱۹۶۰                | شرکت نیافت   | شرکت نیافت   | شرکت نیافت   | شرکت نیافت   | شرکت نیافت   | شرکت نیافت   |
| ۱۹۶۴                | شرکت نیافت   | شرکت نیافت   | شرکت نیافت   | شرکت نیافت   | شرکت نیافت   | شرکت نیافت   |
| ۱۹۶۸                | شرکت نیافت   | شرکت نیافت   | شرکت نیافت   | شرکت نیافت   | شرکت نیافت   | شرکت نیافت   |
| ۱۹۷۲                | شرکت نیافت   | شرکت نیافت   | شرکت نیافت   | شرکت نیافت   | شرکت نیافت   | شرکت نیافت   |
| ۱۹۷۶                | شرکت نیافت   | شرکت نیافت   | شرکت نیافت   | شرکت نیافت   | شرکت نیافت   | شرکت نیافت   |
| ۱۹۸۰                | شرکت نیافت   | شرکت نیافت   | شرکت نیافت   | شرکت نیافت   | شرکت نیافت   | شرکت نیافت   |
| ۱۹۸۴                | شرکت نیافت   | شرکت نیافت   | شرکت نیافت   | شرکت نیافت   | شرکت نیافت   | شرکت نیافت   |
| ۱۹۸۸                | 1            | ۰            | ۰            | ۰            | ۰            | –            |
| ۱۹۹۲                | شرکت نیافت   | شرکت نیافت   | شرکت نیافت   | شرکت نیافت   | شرکت نیافت   | شرکت نیافت   |
| ۱۹۹۴                | 1            | ۰            | ۰            | ۰            | ۰            | –            |
| ۱۹۹۸                | شرکت نیافت   | شرکت نیافت   | شرکت نیافت   | شرکت نیافت   | شرکت نیافت   | شرکت نیافت   |
| ۲۰۰۲                | 1            | ۰            | ۰            | ۰            | ۰            | –            |
| ۲۰۰۶                | شرکت نیافت   |              |              |              |              |              |
| ۲۰۱۰                | شرکت نیافت   |              |              |              |              |              |
| ۲۰۱۴                | شرکت نیافت   |              |              |              |              |              |
| ۲۰۱۸                | شرکت نیافت   |              |              |              |              |              |
| ۲۰۲۲                | شرکت نیافت   |              |              |              |              |              |
| ۲۰۲۶                | رویداد آینده | رویداد آینده | رویداد آینده | رویداد آینده | رویداد آینده | رویداد آینده |
| فرانسه              | رویداد آینده | رویداد آینده | رویداد آینده | رویداد آینده | رویداد آینده | رویداد آینده |
| ایالات متحده آمریکا | رویداد آینده | رویداد آینده | رویداد آینده | رویداد آینده | رویداد آینده | رویداد آینده |
| جمع                 | جمع          | ۰            | ۰            | ۰            | ۰            | –            |

### مدال‌های بازی‌های تابستانی
| Sport           | طلا | نقره | برنز | مجموع |
| --------------- | --- | ---- | ---- | ----- |
| راگبی ۷ نفره    | ۲   | ۱    | ۱    | ۴     |
| مجموع (۱ sport) | ۲   | ۱    | ۱    | ۴     |

## فهرست مدال آوران

### ورزش‌های تابستانی
| مدال | اسامی | بازی | ورزش         | رویداد    |
| ---- | --- | ---- | ------------ | --------- |
| طلا  | Apisai Domolailai Jasa Veremalua Jerry Tuwai Josua Tuisova Kitione Taliga Leone Nakarawa Masivesi Dakuwaqa Osea Kolinisau Samisoni Viriviri Savenaca Rawaca Vatemo Ravouvou Viliame Mata Semi Kunatani                 | ۲۰۱۶ | راگبی ۷ نفره | بخش مردان |
| طلا  | جوسوا واکورونابیلی یوسفو ماسی جیوتا واینیکولو ملی درنالاگی جری تووای ناپولیونی بولاکا سیرلی ماکالا کالیون ناسوکو آسائلی تویوواکا ویلیمونی بوتیتو وایسئا ناکوکو آمینیاسی تویمابا                                        | ۲۰۲۰ | راگبی ۷ نفره | بخش مردان |
| برنز | واسیتی سولیکوویتی سسنیلی دونو رایجیلی داوئوا روسیلا ناگاساو آنا ماریا روکیسا ریپی اولونیساو لاونا کاوورو لایسانا لیکوسوا وینیانا ریوای آلووسی ناکوسی آنا نایماسی روئلا رادینیاوونی لاونیا تینای                        | ۲۰۲۰ | راگبی ۷ نفره | بخش زنان  |
| نقره | Joji Nasova Joseva Talacolo Jerry Matana Sevuloni Mocenacagi Iosefo Masi Ponipate Loganimasi Terio Tamani Waisea Nacuqu Jerry Tuwai Iowane Teba Kaminieli Rasaku Selestino Ravutaumada Josaia Raisuqe Filipe Sauturaga | ۲۰۲۴ | راگبی ۷ نفره | بخش مردان |

#### مدال‌آوران با بیش از یک مدال
| ورزشکار       | جنسیت | ورزش         | سالها     | بازی‌ها   | طلا | نقره | برنز | جمع |
| ------------- | ----- | ------------ | --------- | -------- | --- | ---- | ---- | --- |
| جری تووای     | M     | راگبی ۷ نفره | ۲۰۱۶–۲۰۲۴ | تابستانی | ۲   | ۱    | ۰    | ۳   |
| یوسفو ماسی    | M     | راگبی ۷ نفره | ۲۰۲۰–۲۰۲۴ | تابستانی | ۱   | ۱    | ۰    | ۲   |
| وایسئا ناکوکو | M     | راگبی ۷ نفره | ۲۰۲۰–۲۰۲۴ | تابستانی | ۱   | ۱    | ۰    | ۲   |